# Parti démocratique des peuples
Ne doit pas être confondu avec Parti de la démocratie du peuple, Parti démocratique du peuple (Turquie) ou Parti républicain du peuple (Turquie).
Pour les articles homonymes, voir HDP.
Le Parti démocratique des peuples (en turc : Halkların Demokratik Partisi (HDP), en kurde : Partiya Demokratîk a Gelan) est un parti politique turc situé politiquement à gauche, et issu du mouvement politique kurde. Attaché à l'écologie politique, il défend par ailleurs les droits des Kurdes, des femmes et des LGBT. 
Représenté à la Grande Assemblée nationale de Turquie, il se veut « représenter la société turque dans sa diversité » et rester dans la continuité du mouvement protestataire de 2013 (manifestations du parc Gezi). 
Le HDP est parfois comparé au parti SYRIZA par la presse francophone. En 2018, après les vagues de purges menées par le président Recep Tayyip Erdoğan, près de 26 000 militants et sympathisants du HDP sont incarcérés.

## Histoire

### Fondation
En préparation des élections générales de 2011, une multitude de petits partis et de candidats indépendants de gauche et pro-kurdes se sont réunis pour former le Bloc du travail, de la démocratie et de la liberté (en) afin d'avoir des chances de passer le seuil électoral de 10% nécessaire aux partis pour être représentés à la Grande Assemblée nationale. En octobre 2011, ces partis se sont réunis avec de plus petits mouvements et associations pour former le Congrès démocratique des peuples. En 2012, le Congrès a créé un nouveau parti, le HDP pour qu'il soit sa tête d'affiche politique . Lors du congrès de fondation tenu le 27 octobre 2013, les partis constituants du Congrès démocratiques des peuples ,dont le HDP est à la tête, sont les suivants :
- Le Parti de la paix et de la démocratie (Barış ve Demokrasi Partisi) ;
- Le Parti révolutionnaire socialiste des ouvriers (Devrimci Sosyalist İşçi Partisi) ;
- Le Parti socialiste des opprimés (en) (Ezilenlerin Sosyalist Partisi) ;
- Le Parti de la démocratie socialiste (en) (Sosyalist Demokrasi Partisi) ;
- Le Parti de la refondation socialiste (en) (Sosyalist Yeniden Kuruluş Partisi) ;
- Le Parti de la gauche verte (Yeşil Sol Parti) ;
- Le Parti du travail (Emek Partisi).

Le Parti de la paix et de la démocratie (Barış ve Demokrasi Partisi, BDP) est renommé Parti démocratique des régions (Demokratik Bölgeler Partisi, DBP). Ce dernier soutient le HDP lors des élections nationales mais maintient des élus et des candidats aux élections à l'échelle régionale.[réf. souhaitée]

### Élections municipales de 2014
Lors des élections municipales de 2014, le HDP recueille près de 920 000 suffrages, soit près de 12 %. Neuf conseillers municipaux et un conseiller de province sont élus[réf. souhaitée].

### Élections législatives de juin 2015

#### Enjeux de l'élection
Pour qu'une formation politique soit représentée à la Grande Assemblée nationale de Turquie, elle doit récolter plus de 10 % des suffrages exprimés. La présence du HDP au parlement turc est donc un des principaux enjeux de l'élection. Si elle a lieu, elle entraverait très probablement la réforme constitutionnelle défendue par l'AKP visant à établir les institutions d'un régime présidentiel,,, la majorité requise pour amender la Constitution turque étant des deux tiers.

#### Soutiens internationaux
- Allemagne : Die Linke[14] et Les Verts qui éditent des tracts en trois langues (allemand, turc et kurde)[15].
- France : Europe Écologie Les Verts et La France insoumise apportent leurs soutiens au HDP, dont une des formations fondatrices est le parti écologique turc Parti de la gauche verte (Yeşil Sol Parti)[16]. Le Parti de gauche apporte son soutien au HDP qu'il considère être en Turquie la « seule force politique en mesure de briser l’hégémonie politique du parti AKP, du président Recep Tayyip Erdoğan et de son gouvernement »[17]. Le PCF apporte son soutien au HDP considérant que « le HDP constituerait une victoire et un immense espoir de paix pour les peuples de Turquie et du Moyen-Orient »[18].
- Grèce : SYRIZA[19].

#### Entrée au parlement

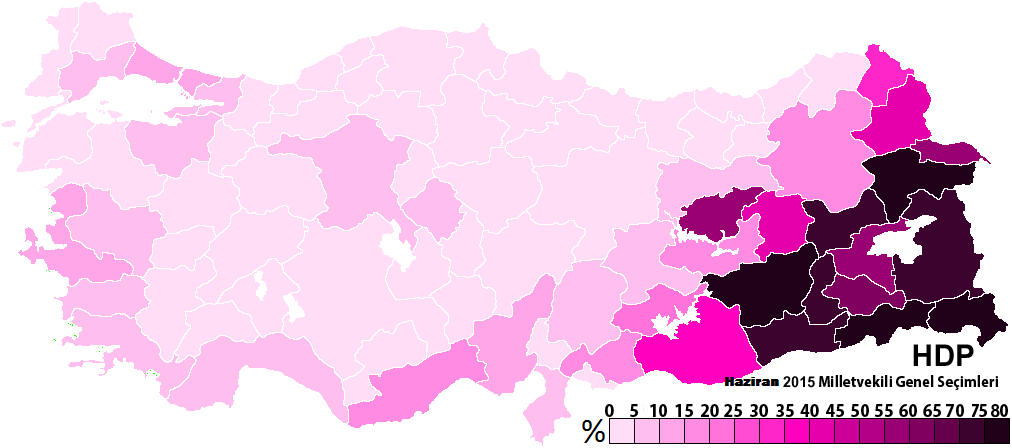
Le HDP réalise en juin 2015 des scores très importants dans les provinces à population partiellement ou majoritairement kurdophone.

Le HDP dépasse le seuil de 10 % et obtient 80 sièges avec près de 13 % des suffrages exprimés, il fait donc partie des quatre formations politiques qui constituent la 25e législature. Des manifestations de joie ont lieu dans des villes à population kurde, notamment à Diyarbakır.

### Élections législatives et présidentielle de 2023
Le 25 août 2022, en amont des élections législatives et présidentielle turques de 2023, les partis membres du Congrès démocratique des peuples s'allient avec le Parti du mouvement ouvrier (EHP) et le Parti des travailleurs de Turquie (TIP) pour former l'Alliance du travail et de la liberté, une coalition électorale
Le 22 mars 2023, les partis de l'Alliance du travail et de la liberté ont déclaré qu'ils ne présenteraient pas de candidat à l'élection présidentielle, et soutiendraient celui du Parti républicain du peuple (CHP), Kemal Kılıçdaroğlu, pour maximiser ses chances de battre le candidat du AKP et actuel président, Recep Tayyip Erdoğan.
Le 24 mars 2023, les partis membres du Congrès démocratique des peuples  ainsi que le EHP, annoncent se présenter aux élections législatives derrière la liste électorale du Parti de la gauche verte (YSP). L'objectif pour ces partis est d'abord de se donner un plus grand poids politique par l'union. Mais le but est surtout de se protéger des menaces d'interdiction de se présenter aux élections qui pèsent sur eux du fait des accusations de liens avec le Parti des travailleurs du Kurdistan (PKK). La cour constitutionnelle turque doit en effet examiner le 11 avril 2023 une procédure d'interdiction du HDP, qui pourrait conduire à l’empêcher de se présenter aux élections ou même à le dissoudre.
Lors de son 4ème congrès, le 15 octobre 2023, le HDP change de nom et devient le Parti pour l’égalité des peuples et la démocratie (Hedep).

## Attaques et répression
Le 19 mai 2015 , dès le début de la campagne électorale des élections législatives de juin 2015, le bureau politique du HDP indique avoir fait l'objet de 60 attaques,. Le 18 avril 2015 lors de la campagne électorale pour les élections législatives, des inconnus ouvrent le feu depuis une voiture sur le siège du parti à Ankara, il n'y a pas de victimes. Le 18 mai 2015, deux bombes explosent près des locaux du parti situés à Mersin et Adana, six personnes sont blessés. Le 4 juin 2015, un chauffeur de bus du HDP est tué dans la province de Bingöl.
Le 5 juin 2015, deux explosions à Diyarbakır font deux morts et plus de 130 blessés dont 25 sont hospitalisés « dans un état jugé très sérieux »,,. Elles ont lieu peu avant un discours de Selahattin Demirtaş dans une ville au peuplement majoritairement kurdophone. Le premier ministre Ahmet Davutoğlu ne fait aucun commentaire et le ministre de l'énergie Taner Yıldız évoque dans un premier temps un « court-circuit dans un transformateur » comme raison de l'explosion,, puis indique que les explosions ont eu lieu à l'extérieur du transformateur. Des échauffourées ont lieu entre de jeunes militants kurdes et la police, qui a répliqué avec des canons à eau et le rassemblement du HDP est annulé dans la foulée. Selahattin Demirtaş déclare : « Nos amis doivent être très prudents et ne pas céder à la provocation » et « Ils (nos adversaires) veulent créer la panique et le chaos (...), la paix l'emportera ». À cette date, Demirtaş considère que le HDP et ses militants ont fait l'objet de près de 70 attaques,.
Le 10 octobre 2015 deux explosions retentissent à Ankara lors d'un meeting du HDP. Le bilan s'élève à 102 morts ce qui en fait l'attentat le plus meurtrier de Turquie. L’attaque n'a pas été revendiquée.
En mai 2016, la Grande Assemblée vote un amendement de la Constitution proposé par l'AKP majoritaire, visant à supprimer l'immunité parlementaire des députés poursuivis pour délit (article 83). Le texte, très controversé car vu comme visant la liberté d'expression de l'opposition (138 des 550 députés sont passibles de poursuites, dont 50 des 59 élus du HDP) est promulgué par le président Erdogan le 7 juin 2016.
Le 4 novembre 2016, les coprésidents du HDP, Selahattin Demirtaş et Figen Yüksekdağ, ont été arrêtés avec neuf autres députés (Sırrı Süreyya Önder, Leyla Birlik, Ferhat Encü, Ziya Pir, Nursel Aydoğan, İdris Baluken, Gülser Yıldırım, Abdullah Zeydan et Selma Irmak) du parti pour des liens supposés avec le Parti des travailleurs du Kurdistan (PKK). Deux autres députés du HDP ont été arrêtés plus tard (İmam Taşçıer et Nihat Akdoğan). Enfin, les députés HDP Faysal Sarıyıldız et Tuğba Hezer Öztürk étaient toujours recherchés et ont été localisés à l'étranger. Par ailleurs, le siège du HDP à Ankara a été perquisitionné par la police. Ces arrestations ont été critiquées par l'Union européenne notamment. Après le message sur Twitter de Selahattin Demirtaş qui prévenait de son arrestation, les réseaux sociaux ont été bloqués par les autorités. Le matin même, une bombe a explosé devant un bâtiment de la police à Diyarbakır, ville majoritairement kurde, et qui a fait au moins neuf morts, dont deux policiers, et une centaine de blessés,,. Le 6 novembre 2016, le HDP annonce que ses députés ne siégeront plus à la Grande Assemblée nationale de Turquie pour protester contre l'emprisonnement de plusieurs cadres et députés de leur parti dont Selahattin Demirtaş et Figen Yüksekdağ. Le parti profitera de cette période pour envisager leur avenir en consultant la population.
Outre les députés, des centaines de cadres du parti ont été arrêtés et près des trois quarts des maires élus de cette formation ont été suspendus, voire interpellés, et des administrateurs nommés à leur place.
Le 12 février 2018, la justice turque ouvre une enquête à l'encontre de la nouvelle coprésidente, Pervin Buldan, élue la veille, et du député Sirri Süreyya Önder, pour avoir dénoncé, lors du congrès du parti, la 2e intervention militaire turque en Syrie. Le lendemain 13 février, l'ancienne co-présidente du parti, 
Serpil Kemalbay, est à son tour arrêtée pour les mêmes raisons
Le 7 septembre 2018, Demirtaş  est condamné à quatre ans et demi de prison pour « propagande terroriste ». 
Début 2019, la quasi-totalité des maires issus du parti ont été destitués et remplacés par des administrateurs nommés par le gouvernement.
Les autorités procèdent en septembre 2020 à l'arrestation de 82 cadres du HDP. Le maire de Kars, dernier chef-lieu de département encore administré par le parti, compte parmi les personnes arrêtées.
L'interdiction du HDP est réclamée en mars 2021 par un procureur qui saisit en ce sens la Cour constitutionnelle. Celui-ci réclame par ailleurs une interdiction d'exercer des fonctions politiques contre 600 cadres du HDP afin de les empêcher de former un nouveau parti en cas d'interdiction. Des dizaines de responsables régionaux du parti sont arrêtés le lendemain de l'accusation.
Un bureau du HDP à Izmir est attaqué le 16 juin 2021. Deniz Poyraz, une employée du parti, est tuée au cours de l'attaque. Le parti a déclaré que le gouvernement et l’AKP du président Recep Tayyip Erdogan, sont les « instigateurs de cette attaque brutale ».

## Programme
Le HDP défend des valeurs de « travail, d'égalité, de liberté, de paix et de justice », en opposition aux « forces racistes, nationalistes, militaristes, sexistes, conservatrices et mercantiles ». Il reconnaît la place de tout groupe ou individu quelles que soient sa « langue, sa religion, sa couleur, sa race ou sa différence sexuelle », en particulier des « travailleurs, des ouvriers, des paysans, des petits commerçants, des retraités, des femmes, des jeunes, des intellectuels, des artistes, des personnes LGBT, des handicapés, des opprimés et des exploités » « de quelques nation, langue, ethnicité qu'ils fussent » dans un monde « équitable, libre, humain et juste »,.
Le parti s'oppose à toute intervention de la Turquie contre le régime de Bachar el-Assad en Syrie dans le cadre de l'OTAN et en soutien aux États-Unis, tout comme en Irak ou dans toute autre région. Il soutient une « résolution démocratique, libérale, laïque et pluraliste » de la guerre civile syrienne. Il affirme aussi son soutien au peuple palestinien.
Une députée du HDP a déposé au Parlement turc la première demande de reconnaissance du génocide arménien.

## Résultats électoraux

### Élections législatives
| Année   | Voix           | %              | Rang | Sièges   | Gouvernement                 |
| ------- | -------------- | -------------- | ---- | -------- | ---------------------------- |
| 06/2015 | 6 058 489      | 13,12          | 4e   | 80 / 550 | Davutoğlu II puis opposition |
| 11/2015 | 5 148 085      | 10,76          | 4e   | 59 / 550 | Opposition                   |
| 2018    | 5 866 309      | 11,70          | 3e   | 67 / 600 | Opposition                   |
| 2023    | Au sein du YSP | Au sein du YSP |      | 2 / 600  | Opposition                   |

### Élections présidentielles
| Année | Candidat            | 1er tour  | 1er tour | 1er tour | 2d tour | 2d tour | 2d tour |
| Année | Candidat            | Voix      | %        | Rang     | Voix    | %       | Rang    |
| ----- | ------------------- | --------- | -------- | -------- | ------- | ------- | ------- |
| 2014  | Selahattin Demirtaş | 3 958 510 | 9,76     | 3e       |         |         |         |
| 2018  | Selahattin Demirtaş | 4 205 243 | 8,40     | 3e       |         |         |         |